# Рума (город, Сербия)
Ру́ма (серб. Рума) — город в Сербии в регионе Воеводина.

## История
По археологическим данным поселение людей на территории города существовало уже в доримскую эпоху. Первое письменное упоминание о поселении с названием Рума датируется 1566/1567 годом. В 1933 году Рума получала статус города.

## Экономика
В городе имеются предприятия кожевенной, текстильной, пищевой и химической промышленности, развита деревообработка и машиностроение.

## Национальные группы
- Сербы (86,58 %)
- Хорваты (3,31 %)
- Венгры (2,17 %)
- Югославы (1,69 %)
- Цыгане (1,26 %)
- Другие (4,99 %)

## Города-побратимы
- Арзамас (Россия)